# فضاء ليندلوف
في الرياضيات، فضاء ليندلوف (بالإنجليزية: Lindelöf space)‏ هو فضاء طوبولوجي والذي فيه كل غطاء مفتوح يتضمن غطاء فرعيًا قابلاً للعد. وتعد خاصية ليندلوف إضعافًا للنظرية المستخدمة الأكثر شيوعًا ألا وهي التراص، والتي تتطلب وجود غطاء فرعي محدود.
يُعد فضاء ليندلوف القوي فضاءً طوبولوجيًا والذي يكون فيه كل فضاء فرعي مفتوح هو ليندلوف. وتعرف هذه الفضاءات أيضًا باسم فضاءات ليندلوف الوراثية، وذلك لأن كل الفضاءات الفرعية لمثل هذا الفضاء تكون ليندلوف.
وسميت فضاءات ليندلوف باسم عالم الرياضيات الفنلندي إرنست ليونارد ليندلوف.

## خصائص فضاءات ليندلوف
بشكل عام، لا تترتب أي دلالات (في أي اتجاه) بين خاصية ليندلوف وخواص التراص الأخرى، مثل شبه التراص. إلا أنه، وفقًا لنظرية موريتا، فإن كل فضاء ليندلوف منتظم يكون فضاءً متراصًا.
وبالتالي فإن أي فضاء ثانٍ قابلاً للعد يكون فضاء ليندلوف، وليس العكس. إلا أن، المسألة أسهل بالنسبة للفضاءات المترية. ويكون الفضاء المتري عبارة عن ليندلوف إذا كان قابلاً للانفصال فقط، وكذا في حالة كونه ثانيًا قابلاً للعد فقط.
ولا يكون الفضاء الفرعي المفتوح الخاص بليندلوف بالضرورة ليندلوف. وبرغم ذلك، يجب أن يكون الفضاء الفرعي المغلق ليندلوف.
ويتم الحفاظ على ليندلوف بواسطة رسومات بيانية مستمرة. إلا أنه، لا يتم بالضرورة الحفاظ عليها من خلال النواتج، ولا حتى من خلال النواتج المحدودة.
ويكون فضاء ليندلوف متراصًا فقط في حالة كونه متراصًا قابلاً للعد.
ويكون أي فضاء متراص-σ هو ليندلوف.

## خواص فضاءات ليندلوف القوية
- أي فضاء ثانٍ قابل للعد هو فضاء ليندلوف قوي
- أي فضاء ساوسلين يكون فضاء ليندلوف بقوة.
- تكون فضاءات ليندلوف البحتة مغلقة أسفل الوحدات القابلة للعد والفضاءات الفرعية والصور المستمرة.
- ويكون كل قياس رادون في فضاء ليندلوف القوي متوسطًا.

## ناتج فضاءات ليندلوف
لا يكون ناتج فضاءات ليندلوف بالضرورة ليندلوف. وعادةً ما يكون المثال هو سطح سورجينفري المستوي {\displaystyle \mathbb {S} }، وهو ناتج مستقيم الأعداد الحقيقية {\displaystyle \mathbb {R} } أسفل طوبولوجيا المسافة نصف المفتوحة مع نفسها. وتكون المجموعات المفتوحة في سطح سورجينفري المستوي هي وحدات مستطيلة نصف مفتوحة، والتي تتضمن الحد الجنوبي والغربي ويحذف الحد الشمالي والشرقي، متضمنًا بذلك الزوايا الشمالية الغربية والشمالية الشرقية والجنوبية الشرقية. إن الميل غير القطري الخاص بـ {\displaystyle \mathbb {S} }هو مجموعة من النقاط {\displaystyle (x,y)} بحيث يكون {\displaystyle x+y=0}.
لاحظ التغطية المفتوحة لـ {\displaystyle \mathbb {S} } والتي تتكون من:
1. مجموعة من كل الأشكال الهندسية {\displaystyle (-\infty ,x)\times (-\infty ,y)}، حيث {\displaystyle (x,y)} يكون في الميل غير القطري.
2. مجموعة من كل الأشكال الهندسية {\displaystyle [x,+\infty )\times [y,+\infty )}، حيث {\displaystyle (x,y)} يكون في الميل غير القطري.

إن الشيء الجدير بالملاحظة هنا هو أن كل نقطة على الميل غير القطري تكون مضمنة في مجموعة محددة للتغطية، وبالتالي تكون هناك حاجة إلى المجموعات كافة.
وثمة طريقة أخرى لإثبات أن {\displaystyle S} ليس ليندلوف هو ملاحظة أن الميل غير القطري يحدد فضاءً فرعيًا مغلقًا وغير قابل للعد ومتقطعًا لـ {\displaystyle S}. ولا يعتبر هذا الفضاء الفرعي ليندلوف، وبالتالي، فلا يمكن اعتبار الفضاء الكامل ليندلوف أيضًا (لأن الفضاءات الفرعية المغلقة الخاصة بفضاءات ليندلوف تكون ليندلوف أيضًا).
إن ناتج فضاء ليندلوف وفضاء متراص هو ليندلوف.

## التعميم
يعمم التعريف التالي توضيح المصطلحين متراص وليندلوف: إن الفضاء الطوبولوجي هو {\displaystyle \kappa }-متراص (أو {\displaystyle \kappa }-ليندلوف)، حيث {\displaystyle \kappa } تكون أي عدد أصلي، حال كان كل غطاء غطاء (طوبولوجي) يوجد به غطاء فرعي من الأعداد الأصلية المحددة الأقل من {\displaystyle \kappa }. وبالتالي يكون المتراص هو {\displaystyle \aleph _{0}}-متراص وليندلوف هو {\displaystyle \aleph _{1}}-متراص.
إن درجة ليندلوف، أو عدد ليندلوف {\displaystyle l(X)}، هو أصغر عدد أصلي {\displaystyle \kappa }، حيث إن كل غطاء مفتوح للفضاء {\displaystyle X} لديه غطاء فرعي بحجم {\displaystyle \kappa } على أقصى تقدير. وفي هذا التطبيق، يكون {\displaystyle X} ليندلوف في حالة {\displaystyle l(X)=\aleph _{0}}. إن عدد ليندلوف حسبما هو معرف أعلاه لا يميز بين الفضاءات المتراصة وفضاءات ليندلوف غير المتراصة. إلا أن بعض واضعي النظريات أطلقوا اسم عدد ليندلوف على نظرية أخرى: أصغر عدد أصلي {\displaystyle \kappa } بحيث إن كل غطاء مفتوح للفضاء {\displaystyle X} يوجد به غطاء فرعي بحجم ثابت أقل من {\displaystyle \kappa }. وفي هذا الأخير (والدلالة الأقل استخدامًا)، يكون عدد ليندلوف هو أصغر عدد أصلي {\displaystyle \kappa } بحيث إن الفضاء الطوبولوجي {\displaystyle X} هو{\displaystyle \kappa }-متراص. وأحيانًا تسمى هذه النظرية درجة تراص[بحاجة لمصدر] الفضاء {\displaystyle X}.